# Orthotrichum hallii
Orthotrichum hallii är en bladmossart som beskrevs av Sullivant och Lesquereux in Sullivant 1874. Orthotrichum hallii ingår i släktet hättemossor, och familjen Orthotrichaceae. Inga underarter finns listade i Catalogue of Life.